# NX Filtration
NX Filtration N.V. is een Nederlands bedrijf dat zich richt op het zuiveren van water. Het bedrijf werd in 2016 opgericht door Erik Roesink. NX Filtration is gevestigd in Enschede.

## Activiteiten
NX Filtration richt zich op het zuiveren van water. Het maakte hierbij gebruik van innovatieve (nano)membraantechnologie. De technologie van NX Filtration verwijdert organische stoffen uit vervuild water, zoals kleurstoffen, antibiotica, bacteriën en virussen. Dit is een relatief eenvoudig proces waardoor het hergebruik van afvalwater en de productie van drinkwater mogelijk wordt.
Naast het uitdenken en ontwikkelen van deze processen produceert NX Filtration geavanceerde holle vezelmembranen voor gebruik in nanofiltratie-, ultrafiltratie- en microfiltratietoepassingen. Deze methode om water te zuiveren is energiezuinig en verder wordt het gebruik van chemicaliën verminderd.
Omdat het een nieuwe technologie betreft, is het verkrijgen van ervaring essentieel. NX Filtration begint meestal met een mobiele proefopstelling bij de klant om het effect van de waterbehandeling te testen en eventueel aan te passen om het gewenste resultaat te bereiken. Na deze fase is de volgende stap een proeffabriek op grotere schaal bij de klant of er wordt gelijk een volledige installatie gebouwd. De omzet van NX Filtration bestaat uit de verkoop en plaatsing van de waterzuiveringsinstallaties en de verkoop van membraanmodules, die ook door partners worden gemaakt.

### Resultaten
| Jaar | Bedrijfs- inkomsten | Netto- resultaat | Werknemers (in fte, einde jaar) |
| Jaar | (× miljoen)         | (× miljoen)      | Werknemers (in fte, einde jaar) |
| ---- | ------------------- | ---------------- | ------------------------------- |
| 2019 | € 0,8               | € −1,6           |                                 |
| 2020 | € 1,1               | € −2,1           | 34                              |
| 2021 | € 4,1               | € −11,4          | 69                              |
| 2022 | € 8,4               | € −8,6           | 135                             |
| 2023 | € 8,1               | € −23,3          | 166                             |
| 2024 | € 11,1              | € −23,1          | 169                             |

## Geschiedenis
NX Filtration werd opgericht in 2016 door Erik Roesink. Bernard ten Doeschot was een belangrijke investeerder in het bedrijf. 
In juni 2021 besloot het bedrijf een beursnotering aan te vragen, met het doel geld op te halen voor de financiering van de nieuwe fabriek in Hengelo. Er werden 15 miljoen aandelen uitgegeven tegen een koers van 11 euro. Dit leverde het bedrijf zo'n 165 miljoen euro op, vóór aftrek van kosten. De aandelen worden vanaf 11 juni 2021 verhandeld op Euronext Amsterdam. Na de beursgang was het belang van Ten Doeschot verwaterd tot 71,82%.
In het eerste halfjaar 2022 zijn er membraanmodules verkocht aan klanten in 22 landen, waaronder Canada, Indonesië en Zuid-Afrika.
Het bedrijf besloot te investeren in een fabriek voor membraanmodules in Hengelo. De capaciteit zou aanvankelijk uitkomen op 80.000 membraanmodules per jaar, maar door goede vooruitzichten is dit verhoogd naar meer dan 120.000. De fabriek staat op het Hightech Systems Park en werd in september 2024 geopend.
In maart 2024 heeft het bedrijf nieuwe aandelen uitgegeven en 25,5 miljoen euro opgehaald. Met dit geld en een lening heeft NX Filtration de financiële positie versterkt en voldoende geld opgehaald om de bouw van de fabriek in Hengelo te betalen. De 7,8 miljoen aandelen zijn uitgegeven tegen een prijs van € 3,26 per aandeel.
Accsys · Amsterdam Commodities · Avantium · Azerion ·B&S · BAM Groep · Brunel International · CM.COM · Ebusco · Fastned · ForFarmers · Heijmans · Kendrion · Nedap · Nieuwe Steen Investments · NX Filtration · Ordina · Pharming · PostNL · Renewi · Sif Group · Sligro Food Group · TomTom · Vastned Retail · Vivoryon Therapeutics · Wereldhave